# ピーノ・ダスティ
ピーノ・ダスティ（伊: Pino d'Asti）は、イタリア共和国ピエモンテ州アスティ県にある基礎自治体（コムーネ）。

## 地理

### 位置・広がり

#### 隣接コムーネ
隣接するコムーネは以下の通り。
- アルブニャーノ
- カステルヌオーヴォ・ドン・ボスコ
- パッセラーノ・マルモリート

#### 地震分類
イタリアの地震リスク階級 (it) では、4 に分類される
。